# Charles Albert de Wautier
Charles Albert de Wautier, né le 4 février 1757 à Bruxelles (Belgique), mort le 8 décembre 1843 à Yronde-et-Buron (Puy-de-Dôme), est un général français de la Révolution et de l’Empire.

## États de service
Il entre en service le 13 mai 1770, comme cadet au régiment d’Ynze infanterie, et il passe sergent le 1er janvier 1772. Le 13 avril 1774, il devient maréchal des logis au régiment de dragons de Saintignon, adjudant le 2 mai 1775, et sous-lieutenant le 5 mai 1776. 
Il fait les campagnes de 1777 à 1779 à l’armée de Bohême sous les ordres du maréchal Laudon, et il est blessé d'un coup de sabre au front au combat de Jungbunzlau le 3 mai 1778, ce qui lui vaut sa nomination au grade de lieutenant sur le champ de bataille. Le 21 septembre 1787, il reçoit son brevet de capitaine, et le 24 octobre 1788, il démissionne du service autrichien à la suite du changement de gouvernement en Belgique. 
Le 21 janvier 1803, il est commandant adjoint de la Garde d’honneur lors d’une visite de Bonaparte à Bruxelles, et le 9 septembre suivant il est intégré dans l’armée française, comme capitaine à la 112e demi-brigade d’infanterie de ligne. Il est promu chef de bataillon le 8 février 1804, et de 1808 à 1811, il fait partie de l’armée d’Espagne.
Il est blessé d’un coup de feu au bas ventre le 1er décembre 1808, lors de la prise du château d’ Espinavessa (ca), et le 17 août 1809, il a un cheval tué sous lui alors qu’il charge les Espagnols sur le pont de Molins de Rei près de Barcelone. Il est capturé dans une escarmouche à Santa Perpètua de Mogoda le 21 janvier 1810. Enfermé dans la citadelle de Lérida, il est délivré le 14 mai 1810, lors de la prise de cette ville par les troupes françaises. Il est élevé au grade de major dans le 9e régiment d’infanterie de ligne le 9 août 1812, et le 6 janvier 1813, il passe au 102e régiment d’infanterie de ligne.
Affecté à l’armée d’Italie, il est blessé d’un coup de feu à l’épaule gauche le 2 novembre 1813, en débusquant l’ennemi près du village de Ébezo. Il est fait chevalier de l'Ordre de la Couronne de Fer le 27 février 1813, et chevalier de la Légion d’honneur le 26 mai suivant. Il est de nouveau blessé d’un coup de feu à la tête le 15 novembre 1813, à la bataille de Caldiero (en). Il est nommé colonel le 1er janvier 1814, au 84e régiment d’infanterie de ligne, et il est de retour en France après la dissolution de l’armée d’Italie. 
Lors de la première Restauration, le roi Louis XVIII l’élève au grade d’officier de la Légion d’honneur le 24 août 1814, et le fait chevalier de Saint-Louis le 24 septembre 1814. Il est mis en non activité le 1er janvier 1815, et il est promu général de brigade le 24 janvier 1815. 
Pendant les Cent-Jours, il est confirmé dans son grade par Napoléon le 17 juin 1815, et il est affecté au quartier général de l’armée du Nord. Le 25 juin 1815, il commande la 2e brigade d’infanterie de la 7e division du 2e corps d’armée, et il est remis en non activité le 1er septembre 1815.
Il est admis à la retraite le 22 septembre 1820, avec le grade de colonel.
Il meurt le 8 décembre 1843, à Yronde-et-Buron.

## Sources
- (en) « Generals Who Served in the French Army during the Period 1789 - 1814: Eberle to Exelmans »
- Thierry Pouliquen, « Les généraux français et étrangers ayant servis [sic] dans la Grande Armée » (consulté le 13 mai 2015)
- « Cote LH/2749/69 », base Léonore, ministère français de la Culture
- Charles Albert de Wautier  sur roglo.eu
- Pierre Jullien de Courcelles, Dictionnaire historique et biographique des généraux français : depuis le onzième siècle jusqu'en 1822, Tome 9, l’Auteur, 1823, 564 p. (lire en ligne), p. 491.
- (pl) « Napoléon.org.pl »
- Charles Théodore Beauvais et Vincent Parisot, Victoires, conquêtes, revers et guerres civiles des Français, depuis les Gaulois jusqu’en 1792, tome 26, C.L.F Panckoucke, janvier 1822, 414 p. (lire en ligne), p. 237.
- Fonds d'archives de la famille de Wautier sur google/sites.